# Mäntykangas
Mäntykangas este o arie protejată (arie specială de conservare — SAC, sit de importanță comunitară — SCI) din Finlanda întinsă pe o suprafață de 53 ha, integral pe uscat.

## Localizare
Centrul sitului Mäntykangas este situat la coordonatele 62°56′45″N 24°14′01″E / 62.9458°N 24.2336°E.

## Înființare
Situl Mäntykangas a fost declarat sit de importanță comunitară în august 1998 pentru a proteja 1 specie de animale. Situl a fost protejat și ca arie specială de conservare în aprilie 2015.

## Biodiversitate
Situată în ecoregiunea boreală, aria protejată conține 3 habitate naturale: Mlaștini împădurite, Turbării Aapa, Taiga vestică.
La baza desemnării sitului se află o specie protejată de  mamifere: veveriță zburătoare siberiană (Pteromys volans).